# Флаг района имени Полины Осипенко
Флаг муниципального образования «Район имени Поли́ны Осипе́нко» Хабаровского края Российской Федерации — опознавательно-правовой знак, служащий официальным символом муниципального образования.
Флаг утверждён 14 мая 2005 года и внесён в Государственный геральдический регистр Российской Федерации с присвоением регистрационного номера 1921.

## Описание
«Флаг района имени Полины Осипенко представляет собой прямоугольное голубое полотнище с отношением ширины к длине 2:3, воспроизводящее композицию герба района: в середине полотнища изображён жёлтый круг, в котором расположены зелёные ветви ели и чёрный соболь; в верхнем углу у древка — наклонённая красная пятилучевая звезда с жёлтой каймой».

## Символика
Флаг разработан на основе герба, который языком символов и аллегорий отражает исторические, природные и экономические особенности района.
Символика звезды на флаге многозначна:
— район носит имя лётчицы Полины Осипенко — Героя Советского Союза;
— летящая звезда — символ полёта, движения вперёд аллегорически указывает на беспосадочный перелёт Москва—Дальний Восток на самолёте «Родина», совершённый Полиной Осипенко совместно с Валентиной Гризодубовой и Мариной Расковой.
Жёлтый (золотой) круг указывает на добычу золота, ведущуюся на территории района.
Изображения ели, соболя и дальневосточного лосося символизируют природные богатства района.
Жёлтый цвет (золото) в геральдике — символ богатства, уважения, стабильности, интеллекта.
Голубой цвет — символ чести, славы, преданности, истины, красоты и добродетели.
Зелёный цвет — символ природы, здоровья, жизненного роста.
Чёрный цвет символизирует мудрость, покой, скромность, вечность бытия.
Красный цвет — символ труда, мужества, силы, красоты.